# ブランダ
ブランダ (氷語: Blanda、「氷河からの水の流れ」の意) はアイスランドの北部を流れる川である。

## 概要
ブランダはホーフスヨークトル氷河の北西岸に端を発し、ブリョンドゥオゥス村でフーナ湾に注ぐ。その長さはアイスランドではもっとも長い部類に含まれ、約125 km であり、流域面積は約 2370 km²、流量は 60 m³/s、水源の標高は約 800 m と見積もられている。アイスランドにおけるサケ漁の主な漁場の一つである（漁は夏に行われる）。1991年にダムができてからは、サケの産卵場は下流に移った。このダムは発電に供されており、その出力は 150 MW である。

座標: 北緯65度39分40秒 西経20度18分00秒 / 北緯65.66111度 西経20.30000度